# Ernest Scott (Basketballspieler)
Ernest Scott (* 28. August 1982) ist ein US-amerikanischer Basketballspieler.
Der 2,01 m große und 102 kg schwere Scott, der sowohl als Small Forward als auch als Power Forward eingesetzt werden kann, spielte für die Valdosta State University in den USA und wechselte zur Saison 2004/05 nach Deutschland in die 2. Basketball-Bundesliga zu den Wolfenbüttel Dukes und wechselte anschließend in die Erste Luxemburgische Liga zu Black Star Mersch. Danach
spielte er in der Ersten Schweizer Liga für Meyrin Grand Saconnex Basket. 2006 schloss er sich für ein Jahr dem TBB Trier in der Basketball-Bundesliga an.
Nach einer Saison in Deutschland kehrte Scott in die USA zurück und spielte für verschiedene Teams der NBA Development League. Aktuell steht er bis zum Ende der Saison 2011/2012 bei den Reno Bighorns unter Vertrag.